# Lübberstedt
Lübberstedt est une commune de l'arrondissement d'Osterholz, Land de Basse-Saxe.

## Géographie
Lübberstedt se situe dans la plaine d'Allemagne du Nord.
| Axstedt              |             | Holste    |
| Hagen im Bremischen  | Lübberstedt |           |
| Osterholz-Scharmbeck |             | Hambergen |

La ligne de Brême à Bremerhaven traverse son territoire.

## Histoire
Lübberstedt est mentionné pour la première fois en 1105, lorsque l'archevêque Frédéric de Brême confirme l'église de Bramstedt, à laquelle appartient le village de "Lubberstedi".
Le moulin à vent, symbole de la commune, est bâti de 1868 à 1872.
De 1936 à 1945 se trouvait une usine de munitions de la Luftwaffe. Des prisonniers du camp Neuengamme viennent y travailler.